# Сусанинское сельское поселение (Крым)
Сусанинское се́льское поселе́ние (укр. Сусанінське сільське поселення, крымскотат. Буюк Бузав кой юрту, Büyük Buzav köy yurtu) — муниципальное образование в составе Первомайского района Республики Крым России.

## География
Поселение расположено на юге района, в степном Крыму, на юге выходя к Сакскому району. Граничит на западе с Кормовским, на севере с Алексеевским и Сарыбашским и на востоке с Войковским сельскими поселениями (согласно административному делению Украины — с соответствующими сельсоветами).
Площадь поселения 111,31 км².
Основная транспортная магистраль: автодорога 35К-008 Северное — Войково (по украинской классификации — С-0-11020).

## Население
| 2014 |
| ---- |
| 1034 |

## Состав сельского поселения
Поселение включает три населённых пункта:
| № | Населённый пункт | Тип населённого пункта | Население на 2014 год |
| - | ---------------- | ---------------------- | --------------------- |
| 1 | Сусанино         | село, центр            | ↘800                  |
| 2 | Панфиловка       | село                   | ↘135                  |
| 3 | Ровное           | село                   | ↘99                   |

## История
Судя по доступным историческим документам, в 1950-х годах был создан Сусанинский сельский совет: на 15 июня 1960 года он уже существовал и включал населённые пункты:

| - Николаевка - Панфиловка | - Просторное - Ровное | - Сусанино - Урожайное |

Указом Президиума Верховного Совета УССР «Об укрупнении сельских районов Крымской области», от 30 декабря 1962 года был упразднён Первомайский район и село присоединили к Красноперекопскому. 8 декабря 1966 года был восстановлен Первомайский район, к 1 января 1968 года ликвидирована Николаевка, к 1 января 1977 года — Просторное. Между 1 июня 1977 года (на эту дату село ещё числилось в составе совета) и 1985 годом упразднено Урожайное (в перечнях административно-территориальных изменений после этой даты не упоминается). С 12 февраля 1991 года сельсовет в восстановленной Крымской АССР, 26 февраля 1992 года переименованной в Автономную Республику Крым. По Всеукраинской переписи 2001 года население совета составило 1456 человек. С 21 марта 2014 года в составе Крыма аннексировано Россией. Законом «Об установлении границ муниципальных образований и статусе муниципальных образований в Республике Крым» от 4 июня 2014 года территория административной единицы была объявлена муниципальным образованием со статусом сельского поселения.